# خيسوس روبرتو تشافيز
خيسوس روبرتو تشافيز (بالإسبانية: Jesús Chávez)‏ هو لاعب كرة قدم مكسيكي، ولد في 26 أبريل 1986 في توريون في المكسيك. لعب مع تايجرز أونال ونادي أطلس ونادي بويبلا ونادي تشياباس ونادي تيخوانا ونادي سان لويس.

## وصلات خارجية
- خيسوس روبرتو تشافيز على موقع قاعدة بيانات كرة القدم.إي يو (الإنجليزية)
- خيسوس روبرتو تشافيز على موقع Soccerway.com (الإنجليزية)
- خيسوس روبرتو تشافيز على موقع AS.com (الإسبانية)